# Parque nacional de Kui Buri
El Parque nacional de Kui Buri (en tailandés, อุทยานแห่งชาติกุยบุรี) es un área protegida del centro de Tailandia, en la provincia de Prachuap Khiri Khan. Tiene una superficie de 969 kilómetros cuadrados y fue declarado en 1999.
Presenta paisaje accidentado de montaña, que forma parte de la cordillera Tenasserim, que se extiende en dirección norte-sur.